# Ceux de demain
Ceux de demain è un film del 1938 diretto da Adelqui Millar e Georges Pallu.
Film sulla famosa cantante d'opera francese Ninon Vallin (1886-1961), tra gli attori bambini famosi dell'epoca ci sono: il piccolo Jean interpretato dall'attore Gabriel Farguette ed Jean Buquet. Il film è stato diretto dal regista Georges Pallu con il cineasta cileno Adelqui Millar, che ha anche contribuito alla creazione della sceneggiatura. Il film è stato presentato in anteprima il 24 agosto 1938.

## Trama
Jean è un bambino di dieci anni che fugge da un collegio perché pensa di essere la causa della rottura coniugale dei suoi genitori. Una famosa cantante d'opera gli offre riparo nella sua casa.

## Conosciuto anche come
- Belgio (titolo francese): Ceux de demain
- Francia (titolo alternativo): L'enfant de troupe